# British Hockey League 1993/94
Die Saison 1993/94 war die zwölfte Spielzeit der British Hockey League, der höchsten britischen Eishockeyspielklasse. Meister wurden die Cardiff Devils.

## Modus
In der Hauptrunde absolvierte jede der zwölf Mannschaften insgesamt 44 Spiele. Der Erstplatzierte der Hauptrunde wurde Meister. Für einen Sieg erhielt jede Mannschaft zwei Punkte, für ein Unentschieden einen Punkt und für eine Niederlage null Punkte.

## Hauptrunde

### Tabelle
|     | Klub                 | Sp | S  | U | N  | Tore    | Punkte |
| --- | -------------------- | -- | -- | - | -- | ------- | ------ |
| 1.  | Cardiff Devils       | 44 | 39 | 0 | 5  | 319:187 | 58     |
| 2.  | Fife Flyers          | 44 | 27 | 2 | 15 | 299:267 | 42     |
| 3.  | Sheffield Steelers   | 44 | 28 | 4 | 12 | 256:236 | 40     |
| 4.  | Nottingham Panthers  | 44 | 26 | 2 | 16 | 262:286 | 37     |
| 5.  | Murrayfield Racers   | 44 | 26 | 2 | 16 | 190:194 | 34     |
| 6.  | Durham Wasps         | 44 | 24 | 2 | 18 | 275:303 | 32     |
| 7.  | Whitley Warriors     | 44 | 23 | 4 | 17 | 193:232 | 31     |
| 8.  | Humberside Hawks     | 44 | 18 | 4 | 22 | 198:222 | 31     |
| 9.  | Basingstoke Beavers  | 44 | 11 | 6 | 27 | 238:272 | 29     |
| 10. | Bracknell Bees       | 44 | 11 | 3 | 30 | 201:232 | 26     |
| 11. | Peterborough Pirates | 44 | 9  | 3 | 32 | 238:272 | 29     |
| 12. | Teeside Bombers      | 44 | 5  | 0 | 39 | 201:232 | 26     |

Sp = Spiele, S = Siege, U = Unentschieden, N = Niederlagen